# Ипељске Предмостје
Ипељске Предмостје (слч. Ipeľské Predmostie) насељено је мјесто са административним статусом сеоске општине (слч. obec) у округу Вељки Кртиш, у Банскобистричком крају, Словачка Република.

## Становништво
| Година:    | 1994. | 2004.   | 2014.   | 2024.    |
| ---------- | ----- | ------- | ------- | -------- |
| Број људи: | 689   | 635     | 633     | 547      |
| Разлика:   |       | -7,83 % | -0,31 % | -13,58 % |

| Година:    | 2023. | 2024.   |
| ---------- | ----- | ------- |
| Број људи: | 553   | 547     |
| Разлика:   |       | -1,08 % |

Према подацима о броју становника из 2011. године насеље је имало 632 становника.